# ساوت شفتس‌بری (ورمانت)
ساوت شفتس‌بری (به انگلیسی: South Shaftsbury) یک منطقهٔ مسکونی در ایالات متحده آمریکا است که در شهرستان بنینگتن، ورمانت واقع شده‌است. ساوت شفتس‌بری ۵٫۸ کیلومتر مربع مساحت و ۶۸۳ نفر جمعیت دارد و ۲۲۷ متر بالاتر از سطح دریا واقع شده‌است.